# 브리튼 국민당

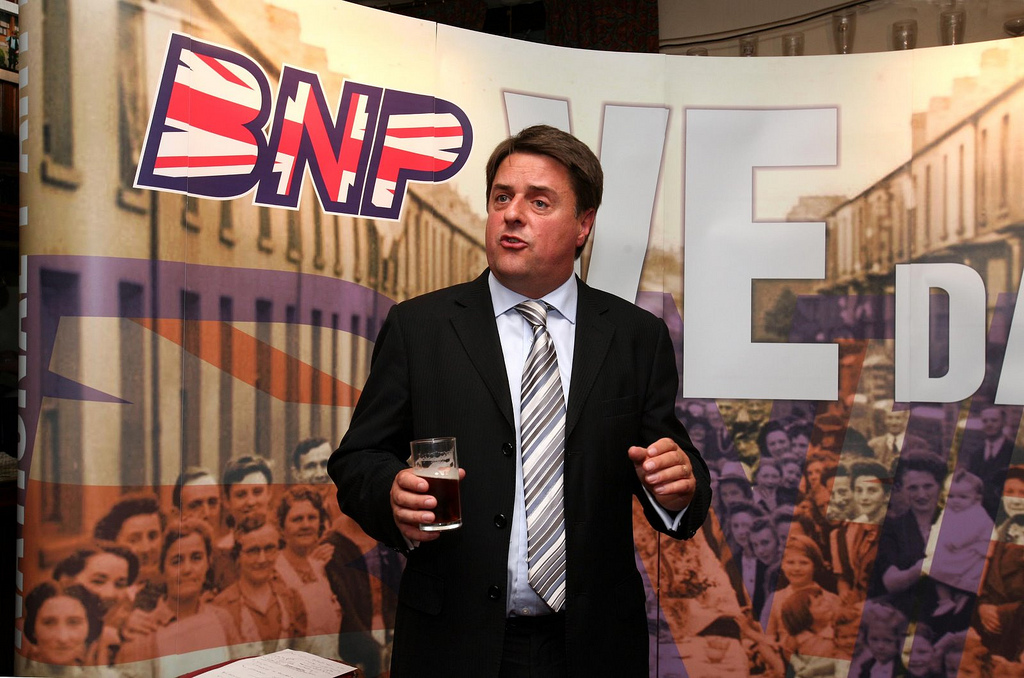

브리튼 국민당(영어: British National Party, 약칭 BNP)은 1982년 영국의 정치인 존 히친스 틴달에 의해 만들어진 영국의 극우 정당이다. 당의 강령은 반 이민 정책이며, 사형제의 부활을 주장하고, 무기징역형 강화, 치안 강화, 포퓰리즘 배격, 동성애 및 동성 결혼 반대, 다문화주의 반대 주장을 하고 있다. 또한 인권, 시민단체를 빙자하여 개인과 특정세력의 이권을 옹호하는 이권세력이 있다고 지적하기도 한다. 또한 이민자와 그 후손들에게 원래의 땅으로 돌아가라는 공격적인 구호를 내세웠다.

## 역사
이전에 신설된 국민전선에서 1982년 분리되었다. 군소 정당으로 지방 의회에서 소수 의석을 차지하다가, 노동당에 실망한 유권자층의 지지를 얻었으며, 보수당의 정책에 염증을 느낀 보수당 지지자들도 흡수하였다. 1999년부터는 닉 그리핀이 당수를 맡고 있다. 2008년 한때 영국의 지방선거에서 50 곳의 지방의회 의석을 차지하기도 했다. 2010년 총선거에서는 패하여 전국에서 일부 이탈자가 있었으며, 현재 1개의 의석을 보유하고 있다. 2014년 7월 닉 그리핀은 총선 패배에 대한 책임 사퇴를 하고 당수 대행체제로 개편하였다.

## 이념적 지향
사형제의 부활과 무기징역형 강화 등의 각종 형량의 강화와 사회 치안 강화를 주장한다. 그밖에 포퓰리즘 배격, 동성애 및 동성 결혼 반대를 강령으로 하고 있다. 또한, 다문화주의 반대 주장을 하는데 그 근거로는 영국 사회가 이슬람화나 이슬람주의를 부추긴다는 것이다.

## 역대 선거결과

### 하원
| 년도        | 합계    | 득표율 | +/–  |
| ----------- | ------- | ------ | ---- |
| 1983년 총선 | 14,621  | 0.1%   | 0.1% |
| 1987년 총선 | 563     | 0.1%   | 0.1% |
| 1992년 총선 | 7,631   | 0.1%   | 0.1% |
| 1997년 총선 | 35,832  | 0.1%   | 0.0% |
| 2001년 총선 | 47,129  | 0.2%   | 0.1% |
| 2005년 총선 | 192,746 | 0.7%   | 0.5% |
| 2010년 총선 | 563,743 | 1.9%   | 1.2% |
| 2015년 총선 | 1,667   | 0.0%   | 0.0% |

### 유럽 의회
| 년도        | 합계    | 득표율 | 의석   | +/–  |
| ----------- | ------- | ------ | ------ | ---- |
| 1999년 총선 | 102,647 | 1.1%   | 0 / 87 | 보합 |
| 2004년 총선 | 808,200 | 4.9%   | 0 / 78 | 증가 |
| 2009년 총선 | 943,598 | 6.3%   | 2 / 72 | 증가 |
| 2014년 총선 | 179,694 | 1.09%  | 0 / 73 | 감소 |

## 역대 당 대표
| #   | 이름           | 재임 기간                     | 년도 | 주석 및 기타 |
| --- | -------------- | ----------------------------- | ---- | ------------ |
| 1대 | 존 히친스 틴달 | 1982년 ~ 1999년 10월          | 17년 |              |
| 2대 | 닉 그리핀      | 1999년 10월 ~ 2014년 6월 21일 | 15년 |              |
| 3대 | 아담 월커      | 2014년 6월 21일 ~ 현재        | 재임 |              |

## 같이 보기
- 국민당 (아일랜드)
- 자유민주당 (영국)
- 보수당 (영국)
- 국민전선
- 국민전선